# Morsum (Thedinghausen)
Morsum ist ein Ortsteil der Gemeinde Thedinghausen im niedersächsischen Landkreis Verden.

## Geografie
Morsum liegt vier Kilometer südöstlich vom Kernort Thedinghausen entfernt. Die Weser fließt nordöstlich in einem Kilometer Entfernung.
Der Ort liegt auf einer Höhe von 10 m ü. NHN. Die Fläche besteht überwiegend aus fruchtbarem Marschboden und liegt vollständig im Ursprungstal der Weser.

## Geschichte
Morsum liegt teils in der Auslehmzone der Weser und teils auf einer Talsandterrasse. Diese Gebiete mit ihren geringen Erhöhungen boten den Siedlern Schutz vor Hochwasser.
Außerdem waren sie bevorzugt, wegen des fruchtbaren Bodens. Durch das gute Marschland entstand in Morsum ein Hochzuchtgebiet des Rindviehs. Morsum ist eines der jüngsten Dörfer in der Wesermarsch. Die erste urkundliche Erwähnung als „Morsum oder Lerdorpe“ erfolgte 1486, wobei Lerdorpe der wahrscheinlich ältere Name ist. Bedingt durch die fruchtbaren Niederungen der Weser und Aller, besaß Morsum im 16. und 17. Jahrhundert bereits zwei Güter. Zu den Gütern kamen um 1800 die Halbmeierhöfe, Pflugkötner und Brinksitzer dazu.
Ahsen-Oetzen entstand auf Inseln innerhalb von Weserarmen und kann als Schwarmsiedlung bezeichnet werden. Oetzen wurde erstmals 1250 und Ahsen 1534 urkundlich erwähnt, die erste urkundliche Erwähnung Beppens erfolgte 1250.
1801 wurde die Siedlung Neu-Morsum bei Beppen urkundlich erwähnt.
Die erste urkundliche Erwähnung Wulmstorfs erfolgte 1200 als „Vulmestorpe“, wobei Kuhlenkamp 1511, Wackershausen 1703 und Neu-Wulmstorf 1801 urkundlich erwähnt wurden. Auch Wulmstorf besaß, bedingt durch die fruchtbaren Niederungen der Weser und das gute Ackerland am Rand der Talsandterrasse, im 16. und 17. Jahrhundert zwei Güter. Um 1800 kamen zu den Gütern die Halbmeierhöfe und Handkötner dazu.
Bis 1852 gehörten Morsum, Beppen und Wulmstorf zum Amt Westen-Thedinghausen und ab 1864 zum Amt Verden. Ahsen-Oetzen wird durch den Friedensvertrag von Celle 1679/81 zusammen mit den übrigen Ortschaften des Amtes Thedinghausen braunschweigisch. Ab 1. Januar 1966 gehörte der Ort zur ehemaligen „kleinen Samtgemeinde Thedinghausen“. Durch das Gesetz über die Neugliederung der Gemeinden im Raum Verden vom 6. April 1972 wurden am 1. Juli 1972 die Gemeinden Ahsen-Oetzen, Beppen, Morsum und Wulmstorf zu einer Gemeinde zusammengeschlossen. Seit dem 1. November 2006 bildet Morsum mit Thedinghausen die neue vergrößerte Gemeinde Thedinghausen. Damit wuchs Thedinghausen um 2878 Morsumer.

## Persönlichkeiten
- Christian August von Weddig (1772–1826), Offizier und Kommandeur des bremischen Bataillons